# Serginho (ur. 1971)
Serginho, właśc. Sergio Claudio dos Santos (ur. 27 czerwca 1971 w Rio de Janeiro) – piłkarz brazylijski występujący na pozycji lewego obrońcy lub lewego pomocnika.
Reprezentant Brazylii, występował m.in. w jednym meczu eliminacji mistrzostw świata w Korei i Japonii 2002. Razem z A.C. Milan świętował między innymi zdobycie Pucharu Europy w 2003. W rozgrywkach tych strzelił wówczas jedną bramkę – w pierwszej rundzie rozgrywek grupowych przeciwko Bayernowi Monachium. Był pierwszym graczem, który wykorzystał rzut karny w decydującej rozgrywce karnych w finale z Juventusem. Występował w Lidze Mistrzów także w kolejnych sezonach, w 2004 razem z Milanem zdobył mistrzostwo Włoch. Przed Milanem występował w takich klubach jak: Itaperuna Esporte Clube, EC Bahia, CR Flamengo, Cruzeiro EC oraz São Paulo FC.
Przydomek Serginho nosił także inny piłkarz brazylijski, Serginho (1974–2004), zmarły nagle po zasłabnięciu na boisku.